# Anguededou Songon
Anguededou Songon é uma cidade localizada na região de Abidjan, na Costa do Marfim. Conhecida por ser uma área em desenvolvimento, a cidade abriga comunidades locais e está inserida na zona de expansão urbana da capital econômica do país.
A cidade ganhou destaque internacional por ser o local de nascimento do jogador de futebol Souleymane Coulibaly, que se destacou em competições internacionais durante sua carreira juvenil.